# Moataz Al-Musa
Moataz Al-Mousa (La Mecca, 6 agosto 1987) è un ex calciatore saudita, di ruolo centrocampista.

## Biografia
Nato a La Mecca, ha altri quattro fratelli, anche loro calciatori: Kamel Al-Mousa, Rayan Al-Mousa, Rabi Al-Mousa e Ahmed Al Musa.